# Hadley-Zelle

Hadley-Zelle zwischen dem Äquator und den Wendekreisen

Hadley-Zelle ist ein Begriff aus der Meteorologie, der modellhaft ein Zirkulationsmuster innerhalb der Troposphäre zwischen dem subtropischen Hochdruckgürtel und dem Äquator beschreibt. Die Hadley-Zelle wurde nach George Hadley benannt, der diese Hypothese 1735 veröffentlichte.
Dadurch, dass die Sonne in der Äquatorialregion ständig in Zenitnähe steht (67°–90° Einstrahlungswinkel), erwärmen sich hier die bodennahen Luftmassen am stärksten. Die erwärmte Luft verliert an Dichte (dehnt sich also aus) und steigt auf, wodurch am Erdboden eine ausgeprägte, erdumspannende Tiefdruckrinne entsteht.
Beim Aufsteigen kühlt die Luft mit zunehmender Höhe ab. An der Tropopause, in etwa 18 Kilometer Höhe, strömt sie wegen des vergleichsweise hohen Luftdrucks Richtung Norden und Süden. Dabei kühlt die Luft weiter ab und verliert an Höhe. Durch die heranströmenden Luftmassen erhöht sich in Bodennähe der Luftdruck, es bildet sich der subtropische Hochdruckgürtel. Von hier aus folgt die Luft dem Druckgefälle und strömt in die äquatornahe Tiefdruckrinne, im Bereich des Zenitalstands der Sonne, zurück. Die dort aus nördlichen und aus südlichen Richtungen zusammentreffenden Luftmassen bilden die Innertropische Konvergenzzone (ITC), wodurch die Luft wieder zum Aufstieg gezwungen wird. Es bildet sich also ein großräumiger Luftkreislauf.
Die polwärts gerichtete Luftströmung in der Höhe wird von der durch die Erdrotation verursachten Corioliskraft nach Osten abgelenkt, die entstehenden Bodenwinde zurück zum Äquator nach Westen. Diese werden als Passatwinde bezeichnet.